# Saint-Jean-Cap-Ferrat
Saint-Jean-Cap-Ferrat  (pronúncia francesa: [sɛ ʒɑ kap fɛʁa]) é uma comuna do departamento dos Alpes Marítimos, no sudeste da França. 
Em 2008, contava com uma população de 2 085 habitantes e densidade populacional 840/km².
Ele está localizado em uma península ao lado de Beaulieu-sur-Mer e Villefranche-sur-Mer e se estende até Cap Ferrat. 
Sua tranquilidade e clima quente o torna um destino de férias preferido entre os aristocratas da Europa e demais milionários internacionais.